# Bradford Parkinson
Bradford Wells Parkinson (Madison, 16 de fevereiro de 1935) é um engenheiro e inventor estadunidense, coronel aposentado da Força Aérea dos Estados Unidos. Ele é mais conhecido como o principal arquiteto, defensor e desenvolvedor, com contribuições iniciais de Ivan Getting e Roger Easton, do programa NAVSTAR da Força Aérea, mais conhecido como Sistema de Posicionamento Global.
Ele também foi gerente do programa na Gravity Probe B, que testou o gravitomagnetismo e foi o primeiro teste mecânico direto da Relatividade Geral de Einstein.
Ele recebeu vários prêmios e honras pelo GPS e contribuições para engenharia e invenções.

## Patentes
- Parkinson, Patente dos EUA 5.726.659, "Calibração de múltiplos caminhos em medições de pseudodistância de GPS"
- Parkinson, Patente dos EUA 6.434.462, "Controle de GPS de um implemento rebocado por trator"
- Parkinson, Patente dos EUA 6.732.024, "Método e aparelho para controle, navegação e posicionamento de veículos"
- Parkinson, Patente dos EUA 6.052.647, "Método e sistema para controle automático de veículos com base no GPS diferencial de fase da portadora"
- Parkinson, Patente dos EUA 6.373.432, "Sistema usando satélites leo para navegação no nível do centímetro"
- Parkinson, Patente dos EUA 5.572.218, "Sistema e método para gerar precisão determinações de posição"
- Parkinson, Patente dos EUA RE37.256, "Sistema e método para gerar determinações de posição precisas"